# Tom Corbett, Space Cadet

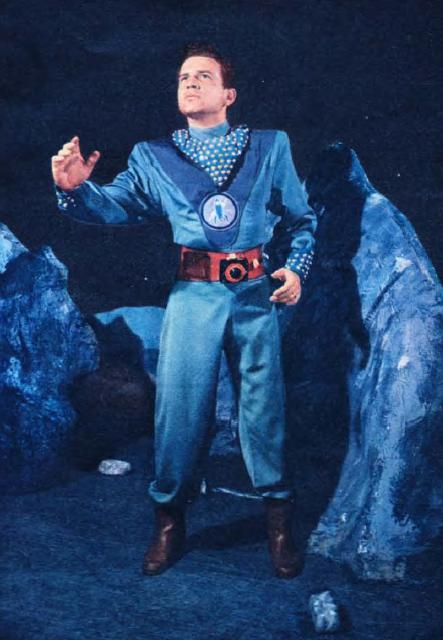
Frankie Thomas in Tom Corbett, Space Cadet (1951)

Tom Corbett, Space Cadet war nach Captain Video and His Video Rangers die zweite Science-Fiction-Fernsehserie der Welt und wurde von verschiedenen amerikanischen Fernsehsendern vom 2. Oktober 1950 bis zum 25. Juni 1955 ausgestrahlt. Technischer Berater der Serie war Willy Ley.

## Produktionshintergründe
Die Serie war eine Reproduktion der DuMont-Produktion Captain Video and His Video Rangers und diente wie diese rein kommerziellen Zwecken, nämlich als Werbeträger für Firmen wie Kellogg’s oder Kraft. Wie ihr Vorbild wurde sie Live gesendet und im Kinescope-Verfahren aufgezeichnet.
Die Serie wurde vom 2. Oktober bis zum 29. Dezember 1950 auf CBS, vom 1. Januar 1951 bis zum 26. September 1952 auf ABC, vom 29. August 1953 bis zum 22. Mai 1954 auf DuMont und vom 11. Dezember 1954 bis zum 25. Juni 1955 auf NBC ausgestrahlt.
Tom Corbett basiert auf dem 1948 veröffentlichten Roman Space Cadets von Robert A. Heinlein und wurde von Joseph Lawrence Greene für das Fernsehen adaptiert. Drehbuchautoren waren u. a. Albert Aley (9 Episoden, 1954–1955), Willie Gilbert (7 Episoden, 1951–1955), Jack Weinstock (7 Episoden, 1951–1955), George Lowther (2 Episoden), Stu Byrnes, Robert A. Heinlein und Art Wallace. Technischer Berater war der deutsche Wissenschaftler Willy Ley. Die Serie spielt im Jahr 2352.

## Handelnde Figuren und ihre Besetzung

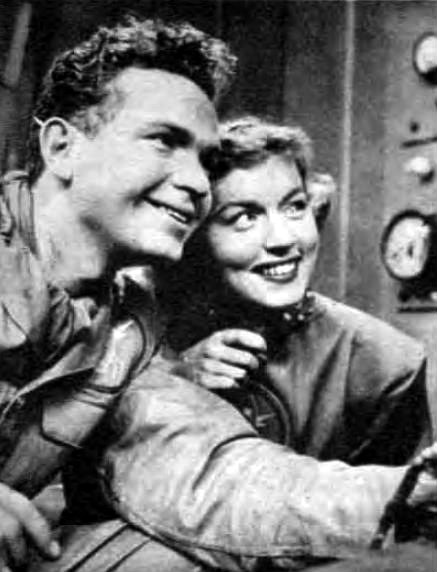
Tom Corbett and Doctor Dale 1951

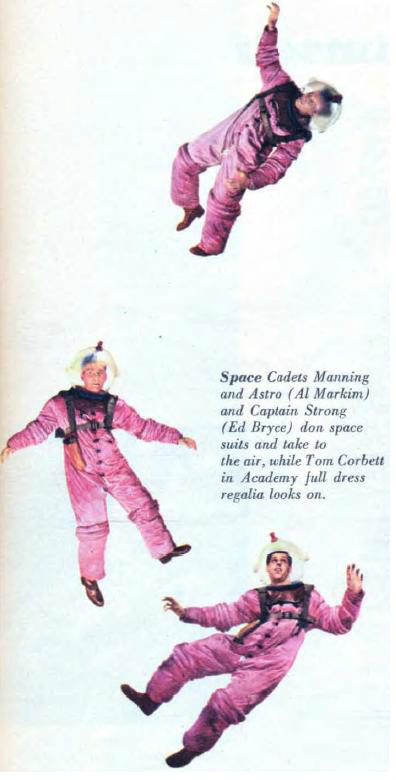
Tom Corbett Space Cadet Cadets Manning Astro and Strong 1951

### Tom Corbett
Tom Corbett (Frankie Thomas) ist der begabteste Kadett der Space Academy, an der alle Astronauten der Erde ausgebildet werden.

### Astro
Kadett Astro (Al Markim) ist ein Venusier. Er ist der erste Außerirdische, der in einer Science-Fiction-Fernsehserie als Teil einer regulären irdischen Besatzung auftrat.

### Roger Manning
Kadett Roger Manning (Jan Merlin) war der lässige, widerspenstige Gegenpart des disziplinierten Musterkadetten Tom Corbett.

### Captain Strong
Captain Strong (Michael Harvey) ist der Vorgesetzte der Raumkadetten an der Weltraumakademie.

### Commander Arkwright
Commander Arkwright (Carter Blake) ist der Kommandeur der Raumflotte, der die Polaris untersteht.

## Das Raumschiff Polaris
Die Polaris, die von den Raumkadetten geflogen wird, ähnelt äußerlich einer deutschen V-2-Rakete wie auch die Galaxy in Captain Video.

## Episoden
- Trial in Space, 21. Juli 1951
- Ice Caves of Pluto, 21. Februar 1952
- Danger in Deep Space, 6. Mai 1952
- The Million Dollar Patrol, 29. August 1953
- The Trojan Planets, 12. September 1953
- The Outpost of Danger, 26. September 1953
- Target Danger, 10. Oktober 1953
- The Mountains of Fire, 24. Oktober 1953
- The Ghost Ship, 7. November 1953
- The Beacon of Danger, 21. November 1953
- Spaceship of Death, 5. Dezember 1953
- The Raiders of the Asteroids, 19. Dezember 1953
- The Planet of Doom, 2. Januar 1954
- Cargo of Death, 16. Januar 1954
- The Iron Major, 30. Januar 1954
- The Space Projectile, 13. Februar 1954
- Rescue in Space, 27. Februar 1954
- The Earth Digger, 13. März 1954
- Space Station of Danger, 27. März 1954
- Treachery in Space, 10. April 1954
- Comet of Death, 24. April 1954
- Death Trap, 8. Mai 1954
- The Runaway Rocket, 22. Mai 1954
- The Atomic Curtain, 11. Dezember 1954
- Astro's Trial, 18. Dezember 1954
- The Runaway Asteroid, 1. Januar 1955
- Suit Up for Death, 8. Januar 1955
- Mystery of the Mothball Fleet, 15. Januar 1955
- The Life Ray, 22. Januar 1955
- A Mighty Mite, 29. Januar 1955
- Ace of the Space Lanes, 5. Februar 1955
- The Asteroid Station, 12. Februar 1955
- The Grapes of Ganymede, 19. Februar 1955
- Assignment: Mercury, 26. Februar 1955
- The Mystery of the Missing Mail Ship, 12. März 1955
- The Gremlin of Space, 19. März 1955
- Terror in Space, 26. März 1955
- Spaceship of Danger, 2. April 1955
- The Magnetic Asteroid, 9. April 1955
- Danger in the Asteroid Belt, 16. April 1955
- False Alert, 23. April 1955
- The Outpost of Terror, 7. Mai 1955
- Exercise for Death, 14. Mai 1955
- Ambush in Space, 21. Mai 1955
- The Stowaway, 28. Mai 1955
- Fight for Survival, 4. Juni 1955
- Space Blindess, 11. Juni 1955
- Comet of Danger, 18. Juni 1955
- The Final Test, 25. Juni 1955
- Graveyard of the Rockets (unbekannt)
- Space Week (unbekannt)
- Summer Space Maneuvers (unbekannt)
- The Asteroid of Death (unbekannt)
- The Lost Colony of Venus (unbekannt)
- The Martian Revolt (unbekannt)
- The Mystery of Alkar (unbekannt)

## Andere Medien

### Bücher
Von 1952 bis 1956 verfasste Carey Rockwell, beraten von Willy Ley, insgesamt acht Bücher über Tom Corbett, die bei Grosset & Dunlap veröffentlicht wurden:
- Stand By For Mars (1952)
- Danger in Deep Space (1953)
- On the Trail of the Space Pirates (1953)
- The Space Pioneers (1953)
- The Revolt on Venus (1954)
- Treachery in Outer Space (1954)
- Sabotage in Space (1955)
- The Robot Rocket (1956)

### Radio
Vom 1. Januar bis zum 26. Juni 1952 wurden diverse Hörspiele von Tom Corbett ausgestrahlt; eine Reihe dieser Sendungen wird als freier Download im Internet angeboten.

### Comics
Die Firmen Dell Comics und Prize Comics gaben von Februar 1952 bis Oktober 1955 eine Reihe von Comic-Adaptionen heraus.
1990 erschienen bei Eternity-Comics drei weitere Hefte; 2009 begann Bluewater Productions mit einer neuen Edition der Serie.

## Überlieferung
Wie von den parallel ausgestrahlten Serien Captain Video and His Video Rangers und Space Patrol sind nur wenige Folgen, die mit Kinescope aufgezeichnet wurden, erhalten geblieben.

## Dokumentationen
- TV Guide Looks at Science Fiction. Video-Dokumentation von 1997 von William Shatner mit Ausschnitten aus Tom Corbett sowie Interviewausschnitten mit Frankie Thomas.